# Corno Grande
Der Corno Grande (deutsch etwa „großes Horn“) ist mit 2912 m s.l.m. die höchste Erhebung des Gran Sasso d’Italia und des gesamten Apennins.

## Morphologie
Die drei höchsten Spitzen seiner aus Dolomit bestehenden Gipfelkrone sind durch die zusätzlichen Beifügungen Occidentale (2912 m), Centrale (2893 m) und Orientale (2903 m) näher bestimmt. Nach Norden hin bilden sie einen Kessel (italienisch anfiteatro – „Amphitheater“), in dem einer der südlichsten Gletscher Europas liegt, der Ghiacciaio del Calderone (Calderone-Gletscher). Er ist zugleich das einzige Eisfeld im gesamten Apennin.
Auf den viel bestiegenen Berg führen mehrere Routen ausgehend vom Campo Imperatore, am leichtesten ist die „via normale“, eine Wanderroute über die westliche Seite, für etwas Geübtere gibt es die „via direttissima“, eine leichte Klettertour (Schwierigkeitsgrad II), die von Süden über den Schuttkegel am Fuße des Corno Grande zum Gipfel führt.

## Alpinismus
Die erste dokumentierte Besteigung erfolgte durch Francesco De Marchi, der im Alter von 69 Jahren mit einem Führer und weiteren vier Begleitern den Corno Grande am 19. August 1573 von Assegni an der Westseite des Massivs in etwas mehr als fünf Stunden bestieg. Die Erstbesteigung wurde ihm allerdings erst 1938 anerkannt, nachdem seine Aufzeichnungen zur Besteigung des Corno Grande in der Zeitschrift der Italienischen Geographischen Gesellschaft veröffentlicht wurden. Bis zu diesem Zeitpunkt galt der aus Teramo stammende Naturkundler Orazio Delfico als Erstbesteiger des Gran Sasso, der allerdings den 9 m niedrigeren Ostgipfel am 30. Juli 1794 bestieg. Die erste Winterbegehung gelang den Brüdern Corradino und Gaudenzio Sella am 9. Januar 1880. Die erste Besteigung mit Skiern erfolgte am 26. März 1923 durch Aldo Bonacossa.